# Список млекопитающих России
Список млекопитающих России включает около 300 видов класса Млекопитающие, обитающих, или обитавших в историческое время на территории России, а также виды, интродуцированные и образующие устойчивые популяции.
Классификация и порядок таксонов в данном списке приведены в соответствии с таксономическим перечнем из Handbook of the Mammals of the World (2020), основанным на результатах молекулярно-генетических исследований.

## ОтрядСирены(Sirenia)

### СемействоДюгоневые(Dugongidae)
- Род † Морские коровы (Hydrodamalis)
  - † Стеллерова корова (Hydrodamalis gigas) — истреблённый к 1768 году вид

## ОтрядЗайцеобразные(Lagomorpha)

### СемействоПищуховые(Ochotonidae)
- Род Пищухи (Ochotona)
  - Малая пищуха (Ochotona pusilla)
  - Алтайская, или альпийская, пищуха (Ochotona alpina)
  - Хэнтэйская пищуха (Ochotona hoffmanni) 
  - Северная пищуха (Ochotona hyperborea)
  - Монгольская пищуха (Ochotona pallasi) 
  - Даурская пищуха (Ochotona dauurica)

### СемействоЗайцевые(Leporidae)
- Род Зайцы (Lepus)
  - Заяц-русак (Lepus europaeus)
  - Заяц-беляк (Lepus timidus)
  - Заяц-толай, или заяц-песчаник, (Lepus tolai; Lepus tibetanus)
  - Маньчжурский, или кустарниковый, заяц (Lepus mandshuricus)

- Род Кролики (Oryctolagus)
  - Дикий кролик (Oryctolagus cuniculus)[3]

## ОтрядГрызуны(Rodentia)

### СемействоБобровые(Castoridae)
- Род Бобры (Castor)
  - Обыкновенный, или речной, бобр (Castor fiber)
  - Канадский бобр (Castor canadensis)[3]

### СемействоМышовковые(Sminthidae)
- Род Мышовки (Sicista)
  - Лесная мышовка (Sicista betulina)
  - Мышовка Штранда (Sicista strandi) 
  - Степная мышовка (Sicista subtilis) 
  - Тёмная мышовка (Sicista severtzovi) 
  - Кавказская мышовка (Sicista caucasica) 
  - Клухорская мышовка (Sicista kluchorica) 
  - Казбегская мышовка (Sicista kazbegica) 
  - Алтайская мышовка (Sicista napaea) 
  - Длиннохвостая мышовка (Sicista caudata) 
  - Sicista cimlanica[4]
  - Sicista loriger[5]

### СемействоТушканчиковые(Dipodidae)
- Род Земляные зайцы, или Тушканчики (Allactaga)
  - Большой тушканчик, или земляной заяц (Allactaga major)
  - Малый тушканчик, или земляной зайчик (Allactaga elater) 
  - Тушканчик-прыгун, или монгольский тушканчик (Allactaga sibirica)

- Род Тарбаганчики, или Толстохвостые тушканчики (Pygerethmus)
  - Тарбаганчик (Pygeretmus pumilio)
- Род Мохноногие тушканчики (Dipus)
  - Мохноногий тушканчик (Dipus sagitta)

- Род Карликовые тушканчики (Cardiocranius)
  - Пятипалый карликовый тушканчик, или кардиокраниус (Cardiocranius paradoxus)

- Род Емуранчики (Scirtopoda)
  - Обыкновенный емуранчик (Stylodipus telum; син. Scirtopoda telum)

### СемействоСлепышовые(Spalacidae)
- Род Слепыши (Spalax)
  - Обыкновенный слепыш (Spalax microphthalmus)
  - Слепыш гигантский (Spalax giganteus)

- Род Цокоры (Myospalax)
  - Забайкальский цокор (Myospalax psilurus) 
  - Маньчжурский цокор (Myospalax epsilanus) 
  - Даурский цокор (Myospalax aspalax) 
  - Алтайский цокор (Myospalax myospalax) 
  - Цокор Арманда (Myospalax armandii)

### СемействоХомяковые(Cricetidae)
- Род Серые хомячки (Cricetulus)
  - Серый хомячок (Cricetulus migratorius) 
  - Барабинский, или даурский, хомячок (Cricetulus barabensis) 
  - Забайкальский хомячок (Cricetulus pseudogriseus), иногда рассматривается в составе Cricetulus barabensis
  - Длиннохвостый хомячок (Cricetulus longicaudatus)

- Род Мохноногие хомячки (Phodopus)
  - Хомячок Роборовского (Phodopus roborovskii)
  - Джунгарский хомячок (Phodopus sungorus)
  - Хомячок Кэмпбелла (Phodopus campbelli)

- Род Крысовидные хомячки (Tscherskia)
  - Крысовидный хомячок (Tscherskia triton)

- Род Эверсманновы хомячки (Allocricetulus)
  - Хомячок Эверсманна (Allocricetulus eversmanni)
  - Монгольский хомячок (Allocricetulus curtatus)

- Род Средние хомяки (Mesocricetus)
  - Предкавказский хомяк, или хомяк Радде (Mesocricetus raddei) 
  - Малоазийский хомяк, или хомяк Брандта (Mesocricetus brandti)

- Род Обыкновенные хомяки (Cricetus)
  - Обыкновенный хомяк (Cricetus cricetus)

- Род Слепушонки (Ellobius)
  - Обыкновенная слепушонка (Ellobius talpinus) 
  - Восточная слепушонка (Ellobius tancrei)

- Род Лесные лемминги (Myopus)
  - Лесной лемминг (Myopus schisticolor)

- Род Настоящие лемминги (Lemmus)
  - Амурский лемминг (Lemmus amurensis) 
  - Сибирский, или обский, лемминг (Lemmus sibiricus)
  - Желтобрюхий, или бурый, лемминг (Lemmus trimucronatus) 
  - Норвежский лемминг (Lemmus lemmus)

- Род Прометеевы полёвки (Prometheomys)
  - Прометеева полёвка (Prometheomys schaposchnikovi)

- Род Лесные полёвки (Myodes)
  - Красно-серая полёвка (Myodes rufocanus; син. Clethrionomys rufocanus) 
  - Шикотанская полёвка (Myodes sikotanensis; син. Clethrionomys sikotanensis) 
  - Рыжая, или рыжая европейская, полёвка (Myodes glareolus; син. Clethrionomys glareolus)
  - Красная, или сибирская красная, полёвка (Myodes rutilus; син. Clethrionomys rutilus) 
  - Myodes rex[6]

- Род Скальные полёвки (Alticola)
  - Тувинская полёвка (Alticola tuvinicus) 
  - Ольхонская полёвка (Alticola olchonensis) , ранее рассматривалась в составе серебристой полёвки
  - Хангайская полёвка (Alticola semicanus) , ранее рассматривалась в составе серебристой полёвки
  - Гобийская полёвка (Alticola barakshin) 
  - Плоскочерепная полёвка (Alticola strelzowi) 
  - Большеухая полёвка (Alticola macrotis) 
  - Лемминговая полёвка (Alticola lemminus)

- Род Копытные лемминги (Dicrostonyx)
  - Копытный лемминг (Dicrostonyx torquatus)
  - Лемминг Виноградова (Dicrostonyx vinogradovi)

- Род Степные пеструшки (Lagurus)
  - Степная пеструшка (Lagurus lagurus)

- Род Ондатры (Ondatra)

- - Ондатра (Ondatra zibethicus)[3]

- Род Водяные полёвки (Arvicola)
  - Водяная полёвка (Arvicola terrestris)

- Род Полёвки Брандта (Lasiopodomys)
  - Полёвка Брандта (Lasiopodomys brandti) 
  - Китайская полёвка (Lasiopodomys mandarinus)

- Род Снеговые полёвки (Chionomus)
  - Снеговая полёвка (Chionomys nivalis) 
  - Гудаурская полёвка (Chionomys gud) 
  - Малоазийская полёвка, или полёвка Роберта (Chionomys roberti)

- Род Серые полёвки (Microtus)

- - Подземная полёвка (Microtus subterraneus; син. Pitymys subterraneus) 
  - Дагестанская полёвка (Microtus daghestanicus; син. Pitymys daghestanicus) 
  - Полёвка Назарова (Microtus nasarovi; син. Pitymys nasarovi) 
  - Кустарниковая полёвка (Microtus majori; син. Pitymys majori) 
  - Общественная полёвка (Microtus socialis) 
  - Полёвка-экономка (Microtus oeconomus)
  - Унгурская полёвка, или полёвка Максимовича (Microtus maximowichi) 
  - Муйская полёвка (Microtus mujanensis) 
  - Большая, или дальневоссточная, полёвка (Microtus fortis) 
  - Эворонская полёвка (Microtus evoronensis) 
  - Сахалинская полёвка (Microtus sachalinensis) 
  - Монгольская полёвка (Microtus mongolicus) 
  - Полёвка Миддендорфа (Microtus middendorffi; син. Microtus hyperboreus) 
  - Узкочерепная, или стадная, полёвка (Microtus gregalis) 
  - Тёмная, или пашенная, полёвка (Microtus agrestis)
  - Обыкновенная полёвка (Microtus arvalis)
  - Восточноевропейская полёвка (Microtus rossiaemeridionalis; син. Microtus epiroticus)

### СемействоМышиные(Muridae)
- Род Мыши-малютки (Micromys)
  - Мышь-малютка (Micromys minutus)

- Род Восточные мыши (Apodemus)
  - Полевая мышь (Apodemus agrarius) 
  - Восточноазиатская, или восточноазиатская лесная, мышь (Apodemus peninsulae) 
  - Японская, или красная, мышь (Apodemus speciosus)

- Род Лесные мыши (Sylvaemus)
  - Лесная, малая лесная, мышь (Sylvaemus uralensis)
  - Европейская мышь (Sylvaemus sylvaticus) 
  - Северокавказская мышь (Sylvaemus ponticus) 
  - Желтобрюхая, или желтобрюхая лесная, мышь (Sylvaemus fulvipectus) 
  - Желтогорлая мышь (Sylvaemus flavicollis; син. Apodemus flavicollis)

- Род Малые песчанки (Meriones)
  - Тамарисковая, или гребенчуковая, песчанка (Meriones tamariscinus) 
  - Полуденная песчанка (Meriones meridianus)
  - Когтистая, или монгольская, песчанка (Meriones unguiculatus)

- Род Домовые мыши (Mus)
  - Домовая мышь (Mus musculus; син. Mus domesticus)
  - Курганчиковая мышь (Mus spicilegus; син. Mus hortulanus)

- Род Крысы (Rattus)
  - Серая крыса (Rattus norvegicus)
  - Чёрная крыса (Rattus rattus)

### СемействоБеличьи(Sciuridae)
- Род Летяги (Pteromys)
  - Обыкновенная летяга (Pteromys volans)

- Род Белки (Sciurus)
  - Обыкновенная белка (Sciurus vulgaris)

- Род Eutamias
  - Азиатский бурундук (Eutamias sibiricus)

- Род Суслики (Spermophilus)
  - Жёлтый суслик, или суслик-песчаник (Spermophilus fulvus)
  - Рыжеватый, или большой, суслик (Spermophilus major)
  - Краснощёкий суслик (Spermophilus erythrogenys)
  - Малый суслик (Spermophilus pygmaeus)
  - Кавказский суслик (Spermophilus musicus)
  - Даурский суслик (Spermophilus dauricus)
  - Крапчатый суслик (Spermophilus suslicus)

- Род Трансберингийские суслики (Urocitellus)
  - Американский, или берингийский, суслик (Urocitellus parryii)
  - Длиннохвостый суслик (Urocitellus undulatus)

- Род Сурки (Marmota)
  - Сурок-байбак, или степной сурок (Marmota bobak)
  - Серый, или алтайский, сурок (Marmota baibacina)
  - Сурок-тарбаган, или монгольский сурок (Marmota sibirica)
  - Камчатский, или черношапочный, сурок (Marmota camtschatica)

### СемействоСоневые(Gliridae)
- Род Орешниковые сони (Muscardinus)
  - Орешниковая соня (Muscardinus avellanarius)

- Род Лесные сони (Dryomys)
  - Лесная соня (Dryomys nitedula)

- Род Садовые сони (Eliomys)
  - Садовая соня (Eliomys quercinus)

- Род Сони-полчки (Glis)
  - Соня-полчок (Glis glis, син. Myoxus glis)

## ОтрядНасекомоядные(Eulipotyphla)

### СемействоЕжовые(Erinaceidae)
- Род Обыкновенные ежи (Erinaceus)
  - Обыкновенный, или европейский, ёж (Erinaceus europaeus)
  - Белогрудый, или белобрюхий, или восточноевропейский, ёж (Erinaceus concolor)
  - Амурский, или дальневосточный, ёж (Erinaceus amurensis)
  - Даурский ёж (Erinaceus dauuricus)

- Род Ушастые ежи (Hemiechinus)
  - Ушастый ёж (Hemiechinus auritus)

### СемействоЗемлеройковые(Soricidae)
- Род Белозубки (Crocidura)
  - Малая белозубка (Crocidura suaveolens)
  - Длиннохвостая белозубка (Crocidura gueldenstaedti) 
  - Сибирская белозубка (Crocidura sibirica) 
  - Белобрюхая белозубка (Crocidura leucodon) 
  - Уссурийская, или большая, белозубка (Crocidura lasiura) 
  - Маньчжурская белозубка (Crocidura shantungensis)[7]
- Род Путораки (Diplomesodon)
  - Пегий путорак (Diplomesodon pulchellum)

- Род Бурозубки (Sorex)
  - Гигантская бурозубка (Sorex mirabilis)
  - Малая бурозубка (Sorex minutus)
  - Бурозубка Волнухина (Sorex volnuchini) 
  - Дальневосточная бурозубка или тонконосая бурозубка (Sorex gracillimus) 
  - Средняя бурозубка (Sorex caecutiens) 
  - Плоскочерепная бурозубка (Sorex roboratus) 
  - Равнозубая бурозубка (Sorex isodon) 
  - Бурозубка Радде (Sorex raddei) 
  - Обыкновенная бурозубка (Sorex araneus)
  - Кавказская бурозубка, или бурозубка Сатунина (Sorex satunini) 
  - Тундряная бурозубка (Sorex tundrensis) 
  - Крупнозубая, или тёмнозубая, или тёмнолапая, бурозубка (Sorex daphaenodon) 
  - Крошечная бурозубка, или бурозубка Черского (Sorex minutissimus; син.Sorex tscherskii)
  - Камчатская бурозубка (Sorex camtschatica) 
  - Парамуширская бурозубка (Sorex leucogaster) 
  - Бурозубка Портенко, или берингийская бурозубка (Sorex portenkoi) 
  - Когтистая бурозубка (Sorex unguiculatus)

- Род Куторы (Neomys)
  - Малая кутора (Neomys anomalus)
  - Обыкновенная, или водяная, кутора (Neomys fodiens)
  - Кутора Шелковникова (Neomys schelkovnikovi)

### СемействоКротовые(Talpidae)
- Род Обыкновенные кроты (Talpa)
  - Европейский, или обыкновенный, крот (Talpa europaea)
  - Сибирский, или алтайский, крот (Talpa altaica)
  - Кавказский крот (Talpa caucasica)
  - Крупнозубый кавказский крот (Talpa ognevi)[8]
  - Малый крот (Talpa levantis; син. Talpa minima, Talpa coeca levantis)

- Род Могеры (Mogera)
  - Уссурийская, или большая, могера, или уссурийский крот (Mogera robusta)

- Род Русские выхухоли (Desmana)
  - Русская выхухоль (Desmana moschata)

## ОтрядРукокрылые(Chiroptera)

### СемействоПодковоносые(Rhinolophidae)
- Род Подковоносы (Rhinolophus)
  - Подковонос Мегели (Rhinolophus mehelyi) 
  - Южный подковонос (Rhinolophus euryale) 
  - Большой подковонос (Rhinolophus ferrumequinum)
  - Малый подковонос (Rhinolophus hipposideros)

### СемействоГладконосые(Vespertilionidae)
- Род Ночницы (Myotis)
  - Длинноухая ночница (Myotis bechsteini)
  - Ночница Наттерера, или реснитчатая ночница (Myotis nattereri)
  - Остроухая ночница (Myotis blythi; син. Myotis oxygnathus)
  - Амурская ночница (Myotis bombinus)
  - Трёхцветная ночница (Myotis emarginatus)
  - Длиннохвостая ночница (Myotis frater)
  - Усатая ночница (Myotis mystacinus)
  - Малоазийская ночница (Myotis aurascens) 
  - Ночница Брандта (Myotis brandti)
  - Ночница Иконникова (Myotis ikonnikovi) 
  - Водяная ночница, или ночница Добантона (Myotis daubentoni; син. Myotis abei)
  - Длиннопалая ночница (Myotis macrodactylus) 
  - Прудовая ночница (Myotis dasycneme)

- Род Широкоушки (Barbastella)
  - Европейская широкоушка (Barbastella barbastellus)
  - Азиатская широкоушка (Barbastella leucomelas)

- Род Ушаны (Plecotus)
  - Бурый ушан (Plecotus auritus)
  - Серый ушан (Plecotus austriacus)

- Род Вечерницы (Nyctalus)
  - Рыжая вечерница (Nyctalus noctula)
  - Гигантская вечерница (Nyctalus lasiopterus)
  - Малая вечерница (Nyctalus leisleri)
  - Восточная вечерница (Nyctalus aviator)

- Род Нетопыри (Pipistrellus)
  - Нетопырь-карлик (Pipistrellus pipistrellus)
  - Лесной нетопырь, или нетопырь Натузиуса (Pipistrellus nathusii)
  - Средиземный, или средиземноморский нетопырь, или нетопырь Куля (Pipistrellus kuhli)
  - Восточный нетопырь (Pipistrellus abramus)

- Род Кожановидные нетопыри (Hypsugo)
  - Кожановидный нетопырь (Hypsugo savii)

- Род Кожаны (Eptesicus)
  - Северный кожанок (Eptesicus nilssoni)
  - Гобийский кожанок (Eptesicus gobiensis) 
  - Кожанок Бобринского (Eptesicus bobrinskoi) 
  - Поздний кожан (Eptesicus serotinus)
  - Пустынный кожан (Eptesicus bottae)

- Род Двухцветные кожаны (Vespertilio)
  - Двухцветный кожан (Vespertilio murinus)
  - Восточный кожан (Vespertilio superans)

- Род Трубконосы (Murina)
  - Уссурийский, или малый, трубконос (Murina ussuriensis) 
  - Сибирский, или большой, трубконос (Murina leucogaster)

- Род Длиннокрылы (Miniopterus)
  - Обыкновенный длиннокрыл — (Miniopterus schreibersi)

- Род Складчатогубы (Tadarida)
  - Широкоухий складчатогуб — (Tadarida teniotis)

## ОтрядКитопарнокопытные(Cetartiodactyla)

### СемействоГладкие киты(Balaenidae)
- Род Гренландские киты (Balaena)
  - Гренландский кит (Balaena mysticetus)

- Род Южные киты (Eubalaena)
  - Северный гладкий кит (Eubalaena glacialis)
  - Японский кит (Eubalaena japonica)

### СемействоПолосатиковые(Balaenopteridae)
- Род Киты-полосатики (Balaenoptera)
  - Финвал, или сельдяной кит (Balaenoptera physalus)
  - Синий, или голубой, кит (Balaenoptera musculus, или Rorqualus musculus[9])
  - Сейвал, сайдяной, или ивасёвый, кит (Balaenoptera borealis, или Rorqualus borealis[9])
  - Малый, или остромордый, полосатик (Balaenoptera acutorostrata, или Pterobalaena acutorostrata[9])

- Род Серые киты (Eschrichtius)
  - Серый кит (Eschrichtius robustus; син. Eschrichtius gibbosus)

- Род Горбатые киты (Megaptera)
  - Кит-горбач, или горбатый кит (Megaptera novaeangliae)

### СемействоКашалотовые(Physeteridae)
- Род Кашалоты (Physeter)
  - Кашалот (Physeter macrocephalus; син. Physeter catodon)

### СемействоКарликовые кашалоты(Kogiidae)
- Род Карликовые кашалоты (Kogia)
  - Карликовый кашалот (Kogia breviceps)

### СемействоКлюворылые(Ziphiidae)
- Род Клюворылы (Ziphius)
  - Клюворыл (Ziphius cavirostris)

- Род Ремнезубы (Mesoplodon)
  - Командорский ремнезуб (Mesoplodon stejnegeri)

- Род Плавуны (Berardius)
  - Плавун (Berardius bairdii)

- Род Бутылконосы (Hyperoodon)
  - Бутылконос (Hyperoodon ampullatus)

### СемействоДельфиновые(Delphinidae)
- Род Sagmatias
  - Тихоокеанский дельфин (Sagmatias obliquidens[10][11]; син. Lagenorhynchus obliquidens)

- Род Продельфины (Stenella)
  - Полосатый продельфин (Stenella coeruleoalba)

- Род Дельфины-белобочки (Delphinus)
  - Дельфин-белобочка (Delphinus delphis)

- Род Афалины (Tursiops)
  - Афалина (Tursiops truncatus)

- Род Короткоголовые дельфины (Lagenorhynchus)
  - Беломордый дельфин (Lagenorhynchus albirostris)

- Род Leucopleurus
  - Атлантический белобокий дельфин (Leucopleurus acutus[10][12]; син. Lagenorhynchus acutus)

- Род Серые дельфины (Grampus)
  - Серый дельфин (Grampus griseus)

- Род Китовидные дельфины (Lissodelphis)
  - Северный китовидный дельфин (Lissodelphis borealis)

- Род Малые косатки (Pseudorca)
  - Малая косатка (Pseudorca crassidens)

- Род Косатки (Orcinus)
  - Косатка (Orcinus orca)

- Род Гринды (Globicephala)
  - Гринда, или шароголовый дельфин (Globicephala melas)

### СемействоМорские свиньи(Phocoenidae)
- Род Морские свиньи (Phocoena)
  - Морская свинья (Phocoena phocoena; син. Phocoena relicta)

- Род Белокрылые морские свиньи (Phocoenoides)
  - Белокрылая морская свинья (Phocoenoides dalli)

### СемействоНарваловые(Monodontidae)
- Род Белухи (Delphinapterus)
  - Белуха или белый кит (Delphinapterus leucas)

- Род Нарвалы Monodon
  - Нарвал, или единорог (Monodon monoceros)

### СемействоОленевые(Cervidae)
- Род Настоящие олени (Cervus)
  - Пятнистый олень (Cervus nippon)
  - Благородный олень (Cervus elaphus)

- Род Косули (Capreolus)
  - Европейская косуля (Capreolus capreolus)
  - Сибирская косуля (Capreolus pygargus)

- Род Северные олени (Rangifer)
  - Северный олень (Rangifer tarandus)

- Род Лоси (Alces)
  - Лось (Alces alces)

### СемействоКабарговые(Moschidae)
- Род Кабарги (Moschus)
  - Кабарга (Moschus moschiferus)

### СемействоПолорогие(Bovidae)
- Род Бизоны (Bison)
  - Зубр (Bison bonasus)[13]

- Род Дзерены (Procarpa)
  - Дзерен (Procapra gutturosa; син. Gazella gutturosa)

- Род Сайги (Saiga)
  - Сайга (Saiga tatarica)

- Род Серны (Rupicapra)
  - Серна, или чёрный козёл (Rupicapra rupicapra)

- Род Горалы (Naemorhedus)
  - Амурский горал (Nemorhaedus caudatus; ранее в составе Nemorhaedus goral)

- Род Овцебыки (Ovibos)
  - Овцебык, или мускусный бык (Ovibos moschatus)[14]

- Род Горные козлы (Capra)
  - Сибирский козёл (Capra sibirica)
  - Безоаровый, или бородатый, козёл (Capra aegagrus)
  - Кавказский, или каменный, козёл, или тур кавказский (Capra caucasica
  - Дагестанский, или восточнокавказский, тур, или восточнокавказский козёл (Capra cylindricornis)

- Род Бараны (Ovis)
  - Архар, или аргали, или горный баран (Ovis ammon)
  - Снежный баран, или чубук (Ovis nivicola)

- Род Газели (Gazella)
  - Джейран (Gazella subgutturosa)[15]

### СемействоСвиные(Suidae)
- Род Кабаны — Sus
  - Кабан (Sus scrofa)

## ОтрядНепарнокопытные(Perissodactyla)

### СемействоЛошадиные(Equidae)
- Род Лошади (Equus)
  - Дикая лошадь (Equus ferus)
    - † Тарпан (Equus ferus ferus)[16]
    - Лошадь Пржевальского (Equus ferus przewalskii), в дикой природе истреблена

  - † Кулан (Equus hemionus), истреблён в Забайкалье в XVIII в.[17]

## ОтрядХищные(Carnivora)

### СемействоКошачьи(Felidae)
- Род Дальневосточные коты (Prionailurus)
  - Дальневосточный кот (Prionailurus bengalensis euptilurus)

- Род Коты (Felis)
  - Камышовый кот (Felis chaus)
  - Степной кот (Felis lybica[18]; син. Felis silvestris lybica)
  - Кавказский лесной кот (Felis silvestris caucasica) — подвид лесной кошки, обитающий в горах Кавказа

- Род Манулы (Otocolobus)
  - Манул, или палласов кот (Otocolobus manul)

- Род Рыси (Lynx)
  - Обыкновенная рысь (Lynx lynx)

- Род Пантеры (Panthera)
  - Амурский тигр (Panthera tigris altaica)
  - Дальневосточный леопард (Panthera pardus orientalis)
  - Переднеазиатский леопард (Panthera pardus ciscaucasica)
  - Ирбис (Pantera uncia)

- Род Каракалы (Caracal)
  - Каракал (Caracal caracal)

### СемействоГиеновые(Hyaenidae)
- Род Полосатые гиены (Hyaena)
  - Полосатая гиена (Hyaena hyaena)

### СемействоПсовые(Canidae)
- Род Енотовидные собаки (Nyctereutes)
  - Енотовидная собака, или уссурийский енот, или мангут (Nyctereutes procyonoides)

- Род Волки (Canis)
  - Волк (Canis lupus)
  - Шакал, или чекалка (Canis aureus)

- Род Красные волки (Cuon)
  - Красный волк (Cuon alpinus)

- Род Лисицы (Vulpes)
  - Лисица обыкновенная (Vulpes vulpes)
  - Корсак, или степная лисица (Vulpes corsac)
  - Песец, или полярная лисица (Vulpes lagopus)

### СемействоМедвежьи(Ursidae)
- Род Медведи (Ursus)
  - Белый медведь (Ursus maritimus)
  - Бурый медведь (Ursus arctos)
  - Белогрудый, или гималайский, или чёрный, медведь (Ursus thibetanus)

### СемействоУшастые тюлени(Otariidae)
- Род Северные морские котики (Callorhinus)
  - Морской котик, или северный морской котик (Callorhinus ursinus)

- Род Сивучи (Eumetopias)
  - Сивуч (Eumetopias jubatus)

- Род Калифорнийские морские львы (Zalophus)
  - † Японский морской лев ([Zalophus japonicus)[19]

### СемействоМоржовые(Odobenidae)
- Род Моржи (Odobenus)
  - Морж (Odobenus rosmarus)

### СемействоНастоящие тюлени(Phocidae)
- Род Морские зайцы (Erignathus)
  - Морской заяц, или лахтак (Erignathus barbatus)

- Род Обыкновенные тюлени (Phoca)
  - Обыкновенный, или островной, тюлень, или обыкновенная нерпа (Phoca vitulina)
  - Ларга, или пёстрая нерпа (Phoca largha)

- Род Гренландские тюлени (Pagophilus)
  - Гренландский тюлень, или лысун (Phoca groenlandica; син. Pagophilus groenlandicus)

- Род Histriophoca
  - Полосатый тюлень, или крылатка (Histriophoca fasciata; син. Phoca fasciata)

- Род Нерпы (Pusa)
  - Каспийская нерпа, или каспийский тюлень (Pusa caspica; син. Phoca caspica)
  - Байкальская нерпа (Pusa sibirica; син. Phoca sibirica)
  - Кольчатая нерпа, или кольчатый тюлень (Phoca hispida)

- Род Длинномордые, или серые, тюлени (Halichoerus)
  - Длинномордый, или серый, тюлень, или тевяк (Halichoerus grypus)

- Род Тюлени-хохлачи (Cystophora)
  - Тюлень-хохлач (Cystophora cristata)

- Род Тюлени-монахи (Monachus)
  - Тюлень-монах (Monachus monachus)[20][21]

### СемействоКуньи(Mustelidae)
- Род Куницы (Martes)
  - Харза (Martes flavigula)
  - Каменная куница, или куница-белодушка (Martes foina)
  - Лесная куница, или куница-желтодушка (Martes martes)
  - Соболь (Martes zibellina)

- Род Ласки и хорьки (Mustela)
  - Солонгой (Mustela altaica) 
  - Ласка (Mustela nivalis)
  - Горностай (Mustela erminea)
  - Колонок (Mustela sibirica)
  - Европейская норка (Mustela lutreola)
  - Лесной, или чёрный, хорь (Mustela putorius)
  - Степной, или светлый, хорь (Mustela eversmanii)

- Род Neogale
  - Американская норка (Neogale vison[22][23]; син. Mustela vison, Neovison vison)[3]

- Род Перевязки (Vormela)
  - Перевязка (Vormela peregusna)

- Род Росомахи (Gulo)
  - Росомаха (Gulo gulo)

- Род Барсуки (Meles)
  - Европейский барсук (Meles meles)
  - Азиатский барсук (Meles leucurus)

- Род Выдры (Lutra)
  - Речная выдра, или порешня (Lutra lutra)

- Род Каланы (Enhydra)
  - Калан, или морская выдра, или морской бобр (Enhydra lutris)

### СемействоЕнотовые(Procyonidae)
- Род Еноты (Procyon)
  - Енот-полоскун (Procyon lotor)[3]

### Комментарии
1. ↑  Исключение: порядок семейств надсемейства Delphinoidea дан по Encyclopedia of Marine Mammals (2009)[2], поскольку морские свиньи (Phocoenidae) и нарваловые (Monodontidae) более родственны друг другу, чем дельфиновым (Delphinidae)[1][2].